# Vritz

Localització de Vritz

Vritz (en bretó Gwerid) és un municipi francès, situat a la regió de país del Loira, al departament de Loira Atlàntic, que històricament va formar part de la Bretanya. L'any 2006 tenia 760 habitants. Limita amb Le Pin, a Loira Atlàntic, Freigné, Candé i Challain-la-Potherie a Maine i Loira.

## Demografia
| 1962                                       | 1968 | 1975 | 1982 | 1990 | 1999 | 2006 |
| ------------------------------------------ | ---- | ---- | ---- | ---- | ---- | ---- |
| 852                                        | 904  | 843  | 828  | 813  | 803  | 760  |
| Des de 1962: població sense dobles comptes |      |      |      |      |      |      |

## Administració
| Període   | Identitat        | Partit |
| --------- | ---------------- | ------ |
| 1983-2001 | Yvette Coquereau |        |
| 2001-     | Michel Jeanneau  |        |